# Пјерфит сир Сен
Пјерфит сир Сен (фр. Pierrefitte-sur-Seine) град је у Француској, у департману Сена Сен Дени.
По подацима из 1999. године број становника у месту је био 25.816.

## Демографија
| 1962.  | 1968.  | 1975.  | 1982.  | 1990.  | 1999.  | 2011.  |
| ------ | ------ | ------ | ------ | ------ | ------ | ------ |
| 14.770 | 19.017 | 20.819 | 22.366 | 23.822 | 25.816 | 28.026 |

## Партнерски градови
- Ридерсдорф бај Берлин